# (58466) Santoka
(58466) Santoka (1996 OB1) – planetoida z pasa głównego asteroid okrążająca Słońce w ciągu 3,67 lat w średniej odległości 2,38 j.a. Odkryta 23 lipca 1996 roku.